# フェルディナンド・アルベルト・アメデーオ・ディ・サヴォイア
フェルディナンド・アルベルト・アメデーオ・ディ・サヴォイア（イタリア語: Ferdinando Maria Alberto Amedeo Filiberto Vincenzo di Savoia, 1822年11月15日 - 1855年2月10日）は、初代ジェノヴァ公。

## 生涯
サルデーニャ王カルロ・アルベルトと、その妃でトスカーナ大公フェルディナンド3世の娘であるマリーア・テレーザの次男としてフィレンツェに生まれる。1831年にジェノヴァ公となった。
1850年4月22日、ドレスデンにて、ザクセン王ヨハンの娘エリーザベトと結婚し、以下の子をもうけた。
- マルゲリータ・マリーア・テレーザ・ジョヴァンナ（Margherita Maria Teresa Giovanna, 1851年 - 1926年） - イタリア王ウンベルト1世妃
- トンマーゾ・アルベルト・ヴィットーリオ（Tommaso Alberto Vittorio, 1854年 - 1931年） - ジェノヴァ公

1848年革命のさなか、1848年7月10日に一時シチリア王に選ばれたが、戴冠は辞退した。
1855年にトリノで死去。長男のトンマーゾ・アルベルト・ヴィットーリオが後を継いだ。